# غابرييل مونتر
كانت غابرييل مونتر (19 فبراير 1877-19 مايو 1962) رسامة تعبيرية ألمانية من رواد الطليعة الفنية في ميونيخ في أوائل القرن العشرين. درست وعاشت مع الرسام فاسيلي كاندينسكي، وكانت عضوًا مؤسسًا في مجموعة الفارس الأزرق التعبيرية.

## العمل
ركزت مونتر بشكل كبير على التعبيرية الألمانية، واشتهرت بإنجازاتها الفنية المتنوعة التي شملت بشكل ملحوظ بصمات مميزة في مجال النقش على الخشب واللينوليوم. احتفظت مونتر بالمذكرات، ووثقت رحلاتها باستخدام كاميرا حديثة. كانت على معرفة بالعديد من الفنانين الأكثر شهرة في ذلك الوقت، وذكرت في إحدى مذكراتها أنها تريد التعلم من الفنانين الطليعيين في فرنسا.
كانت مونتر جزءًا من مجموعة فرعية صغيرة من الفنانين النشطين في تحويل اللوحات الانطباعية والانطباعية الجديدة والحديثة (أو الفن الجديد) إلى الفن الأكثر تطرفًا وغير الطبيعي الذي يُعرف الآن بالتعبيرية. طورت مونتر في بداية حياتها اهتمامًا كبيرًا بالمناظر الطبيعية، واستخدمت لوحات المناظر الطبيعية الخاصة بها بساطة حديثة ورمزية موحية بألوان هادئة، ومساحة تصويرية منهارة وأشكال مسطحة. استمتعت أيضًا باستكشاف عالم الأطفال، وباستخدام المطبوعات الملونة للأطفال والألعاب، أظهرت مونتر الدقة والبساطة في الشكل في رفضها للمحتوى الرمزي.
بدأ عملها في التغير بحلول عام 1908، وأصبحت أعمالها، التي تأثرت بشدة بماتيس، والوحشية، وبول غوغان وفان جوخ، أكثر تمثيلًا، ولجأت إلى بلدة مورناو البافارية الصغيرة، وهي سوق محلية ظلّت بمنأى عن تلوث الصناعة والتطور والتكنلوجيا. اشترت مونتر منزلًا وأمضت معظم حياتها هناك، وأولت، في لوحات المناظر الطبيعية التي أنتجتها خلال فترة إقامتها بمورناو، اهتمامًا كبيرًا بالطبيعة والمناظر الخلابة ومعارضة الحداثة الألمانية. تميزت لوحات مونتر باستخدام غير تقليدي للألوان الزرقاء والخضراء والصفراء والوردية، ولعب اللون دورًا كبيرًا في أعمالها المبكرة. وظّفت مونتر هذه الألوان لإثارة المشاعر الخلابة، والجذابة، والخيالية، والغنية بالخيال، وصورت، في هذه المناظر الطبيعية، القرية والريف كمظاهر للحياة البشرية، حيث هناك تفاعل وتعايش مستمر مع الطبيعة.
أثرت علاقة مونتر وكاندينسكي على عمل كاندينسكي، فبدأ في تبني استخدام مونتر للألوان المشبعة والأسلوب التعبيري التجريدي، وسافر الإثنان معًا عبر أوروبا، بما في ذلك هولندا وإيطاليا وفرنسا، بالإضافة إلى شمال أفريقيا، والتقيا خلال هذا الوقت بروسو وماتيس. ساهم كل من مونتر وكاندينسكي في تأسيس مجموعة طليعية مقرها ميونيخ تسمى جمعية الفنانين الجدد، وشاركت مونتر في العديد من أهم المعارض الطليعية في ألمانيا حتى الحرب العالمية الأولى.
كانت مونتر واحدة من أوائل الفنانين الذين عرضوا أعمالهم مع مجموعة كاندينسكي التعبيرية الألمانية المعروفة باسم الفارس الأزرق في عام 1911. تنوعت الأساليب والأهداف الفنية بين الفنانين داخل المجموعة، ولكنهم تقاسموا الرغبة المشتركة في التعبير عن الحقائق الروحية من خلال الفن. دافعوا أيضًا عن الفن الحديث، والعلاقة بين الفن البصري والموسيقى، والارتباطات الروحية والرمزية للون، والنهج العفوي والبديهي للرسم في تحركه نحو التجريد.
شهد عمل مونتر انتقالًا من تقليد الطبيعة بطريقة انطباعية إلى حد ما إلى الشعور بمحتواها وتجريدها واستخلاص مقتطف منها. نشأ الاهتمام أيضًا بتصوير روح الحضارة الحديثة، واضطراباتها الاجتماعية والسياسية، وانجذابها نحو المادية والاغتراب، وأشارت مونتر إلى أن الصور تمثّل جميعها لحظات من الحياة، فهي تجارب بصرية لحظية، سريعة وعفوية بشكل عام، فتتمتع كل لوحة منها بهويتها الخاصة، وشكلها الخاص، ووظيفتها الخاصة.
إن استخدام اللون بالنسبة لمونتر هو الذي يعبر عن هذه الأفكار. اتجه التعبيريون الألمان نحو الفن البدائي كنموذج للفن التجريدي أو الفن غير التمثيلي وغير الأكاديمي وغير البرجوازي. لم يكن الفنان الألماني يبحث عن انسجام المظهر الخارجي، بل عن الغموض الكامن وراء الشكل الخارجي، وكان مهتمًا (أو مهتمة) بروح الأشياء، ويريد أن يكشفها.